# Ces sacrés étudiants
Pour plus de détails, voir Fiche technique et Distribution.
Ces sacrés étudiants (Noi siamo le colonne) est une comédie hispano-italienne de Luigi Filippo D'Amico sortie en 1957.

## Synopsis
Ugo, Aldo et Ottavio sont trois étudiants de l'université de Pise qui se retrouvent dans la même pension de famille et finissent par devenir des amis inséparables. Ugo est un garçon vif mais volontaire qui ne perd jamais de vue son objectif, à savoir obtenir son diplôme. Aldo, quant à lui, est un étudiant tapageur qui ne pense qu'à s'amuser. Avec sa façon bruyante et m'as-tu-vu d'aller et venir, Aldo exerce une influence négative non seulement sur Ugo, mais aussi sur Ottavio. Alors que ce dernier était initialement timide et maladroit, il se laisse désormais aller à une vie désordonnée à la façon de la scapigliatura. Autour de ces personnages évoluent d'autres figures, qui servent à compléter le tableau de la vie universitaire goliardique et bohème du milieu du XXe siècle. Il apparaît également de temps en temps un saltimbanque sans le sou, complice des diverses farces imaginées par Aldo.
Ugo a une relation contrariée avec Léa, nièce du propriétaire de la pension, qui était initialement fiancée à Archimède. Mais Ugo est toujours sous la coupe de l'influence délétère d'Aldo qui fait en sorte que l'idylle entre les deux amants se transforme en un cercle vicieux de rancune et de mesquinerie. Avec son inventivité sans scrupules et exubérante, Aldo provoque des incidents continuels entre les deux amants, jusqu'à ce que, exaspérés par une série de malentendus, le couple décide de rompre. En réalité, Ugo voudrait faire pardonner à Léa ses frasques, ses subterfuges et ses extravagances, mais la peur que lui inspire l'ironie d'Aldo l'empêche de se réconcilier. Il se consacre donc assidûment à ses études et à la fin de l'année universitaire, il obtient brillamment un diplôme de droit. Mais ce n'est que lorsque Aldo quitte définitivement la ville qu'Ugo peut se débarrasser de son complexe d'infériorité et courir vers Léa pour lui dire, avec la sincérité du passé, son affection indéfectible.

## Fiche technique
- Titre français : Ces sacrés étudiants ou Nous sommes les colonnes[1]
- Titre original italien : Noi siamo le colonne[2],[3]
- Titre espagnol : Adiós, juventud
- Réalisation : Luigi Filippo D'Amico
- Scénario : Giulio Moreno, Leonardo Benvenuti, Piero De Bernardi, Vittorio Metz, Marcello Marchesi, Sandro Continenza, Luigi Filippo D'Amico
- Photographie : Pier Ludovico Pavoni
- Montage : Mario Serandrei
- Musique : Mario Nascimbene, dirigé par Carlo Savina (la chanson La bella Gigogin (it) est interprétée par Vittorio De Sica)
- Décors : Ivo Battelli (it)
- Costumes : Marisa Polidori
- Maquillage : Guglielmo Bonotti
- Production : Vittorio Forges-Davanzati, Silvano Valenti
- Sociétés de production : Clamer Film
- Pays de production :  Italie -  Espagne
- Langue originale : italien
- Format : Noir et blanc - Son mono - 35 mm
- Durée : 95 minutes
- Genre : Comédie de mœurs
- Dates de sortie :
  - Espagne : 2 décembre 1957 (Barcelone) ; 1er mai 1958 (Madrid)
  - France : 25 août 1959[2]

## Distribution
- Antonio Cifariello : Ugo Stefani
- Mireille Granelli : Lea
- Franco Fabrizi : Aldo Perego
- Ottavio Alessi : Ottavio Battipaglia, l'étudiant du sud
- Vittorio De Sica : Alfredo Celimontani, le saltimbanque sans le sou.
- Aroldo Tieri : Archimède, l'employé de librairie
- Zoe Incrocci : la sœur d'Archimède.
- Lauro Gazzolo : M. Bonci
- Vanna Vivaldi : Elettra Romaneschi, le peintre
- Pina Gallini : Giulia, la gouvernante
- Elisa Montés : Sofia Barigozzi
- Laura Betti : la chanteuse
- Lydia Johnson : Lydia
- Franco Migliacci : Bertini
- Alvaro Alvisi : un étudiant
- Liana Del Balzo : la mère de Sofia Barigozzi.
- Nando Tamberlani : le recteur de l'université.
- Edda Soligo :
- Augusto Mastrantoni :
- Fortunato Camboli :